# 微軟園區

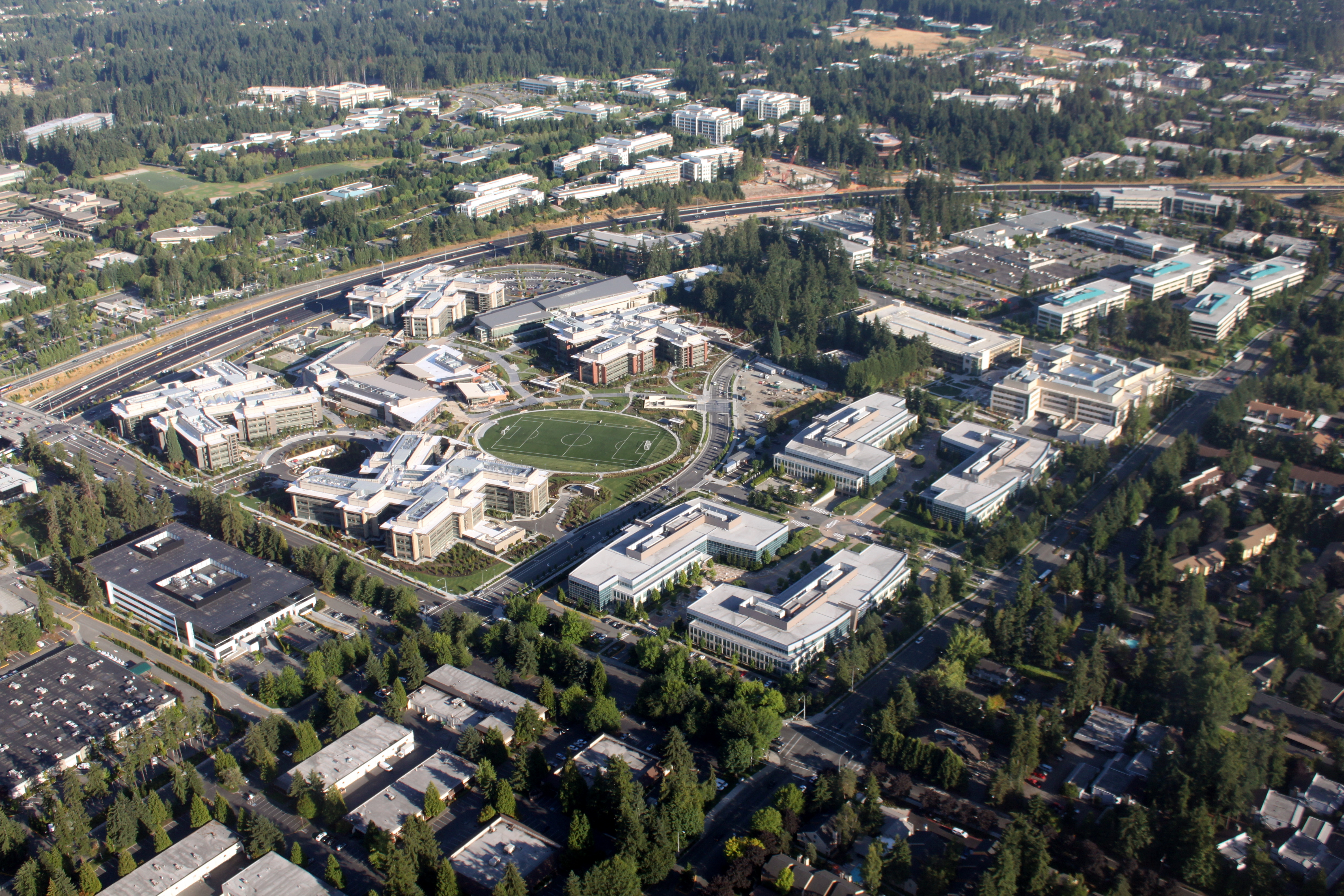

微軟園區（Microsoft campus）是微軟的公司總部，位於華盛頓州雷德蒙德。微軟在1986年2月26日遷入這裡。現在微軟園區的面積超過8 × 106平方英尺（740,000平方），有超過50,000名員工在這裡工作。2018年11月時，微軟園區有83棟建築。